# Párvusz
Párvusz (czytaj Parwus, urodzony jako Norbert Kiss dnia 1 marca 1981 w Budapeszcie) – węgierski artysta grafik.

## Styl i prace

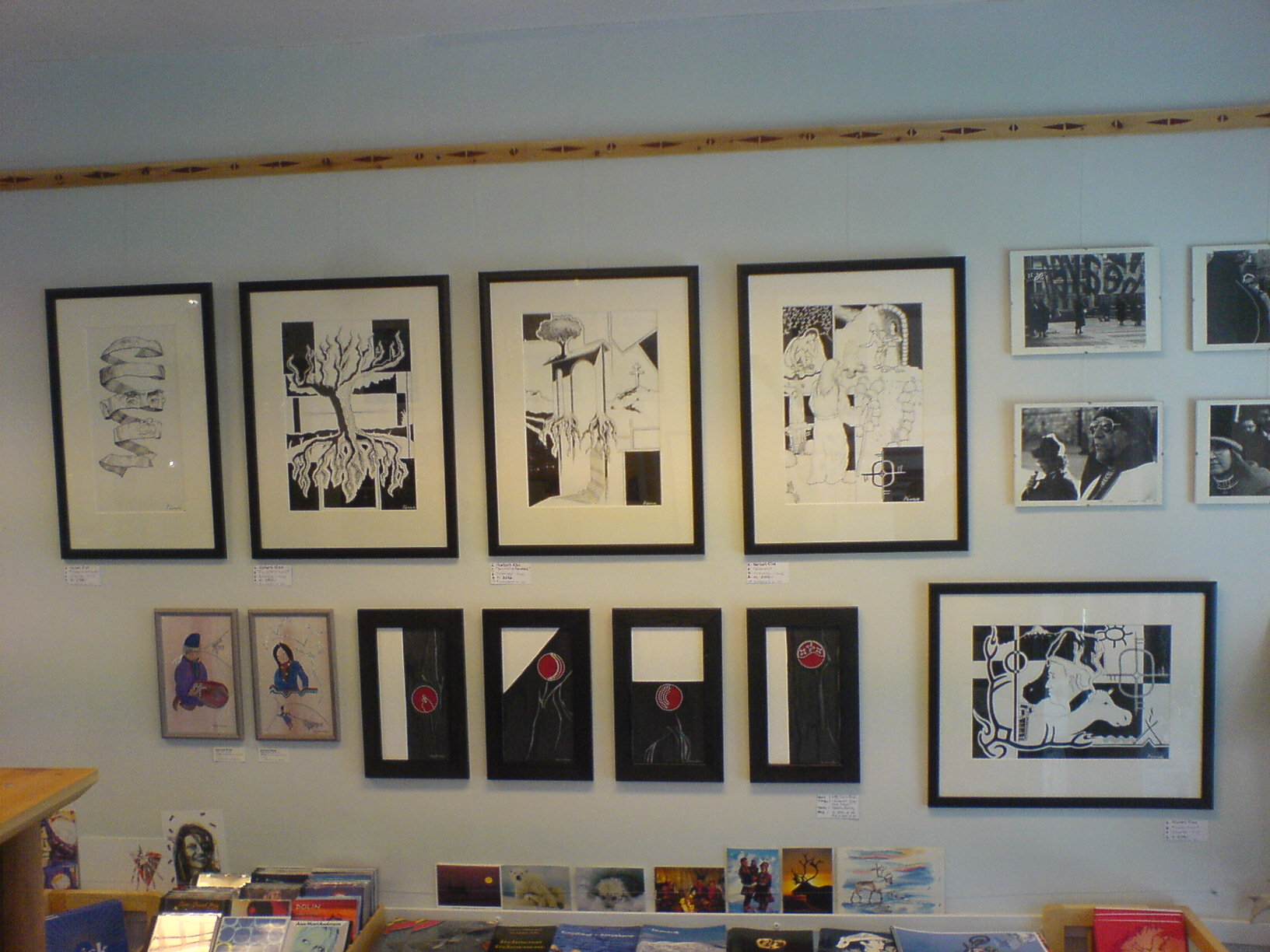
Obrazy Párvusza w Norwegii

Studiował w Budapeszcie i Segedynie. Ogólnie styl Párvusza bazuje na atramencie, czasem używa on także akwareli, podstawowymi kolorami w jego pracach jest jednak czerń i biel.
Węgierski artysta Endre Szász i niderlandzki artysta M. C. Escher dość mocno wpłynęli na dzieła Párvusza i w 2004 odnalazł on swój własny styl, bazujący nieznacznie na pracach wcześniej wymienionych artystów. W 2005 pojechał do Laponii, po powrocie na Węgry rozpoczął malowanie obrazków z motywami lapońskimi. Najważniejsze dzieło z tego okresu to Lapońska Mona Lisa, sprzedana w Norwegii. W 2007 pokazano w tamtejszej galerii w Tromsø siedem innych obrazów W 2009 Párvusz rozpoczął tworzenie obrazów wypalanych w drewnie.

## Prace

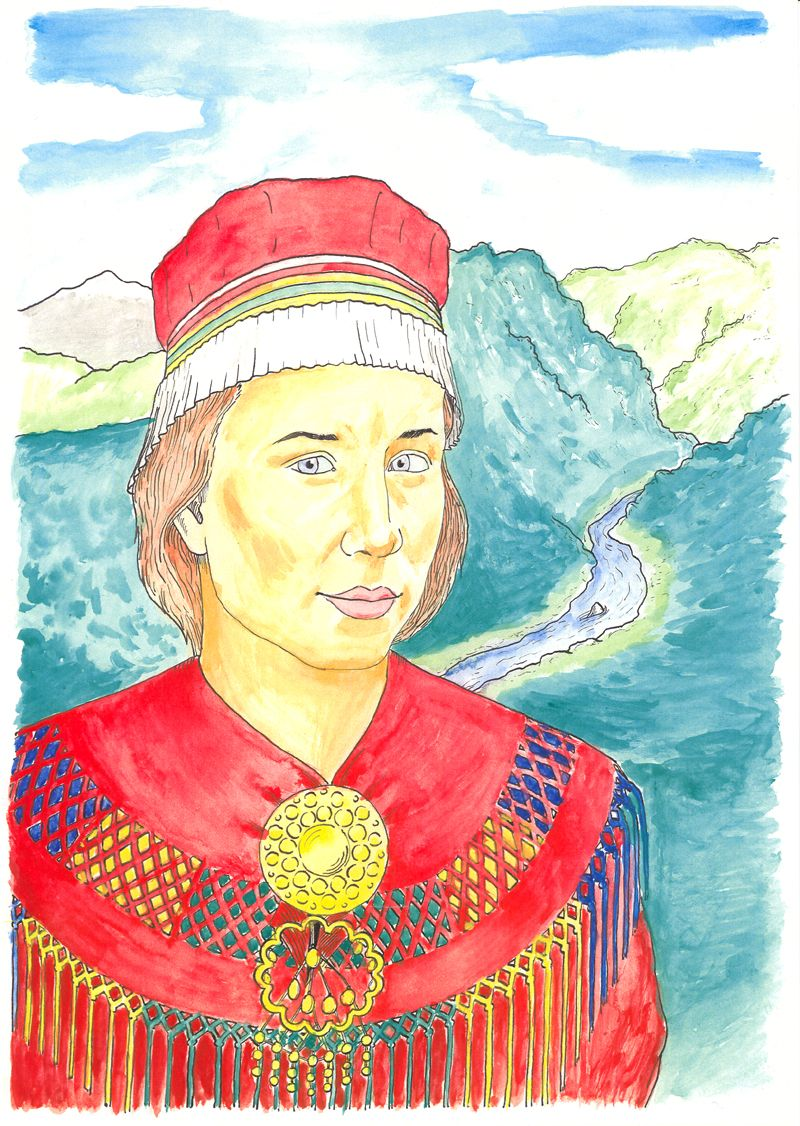
Lapońska Mona Lisa
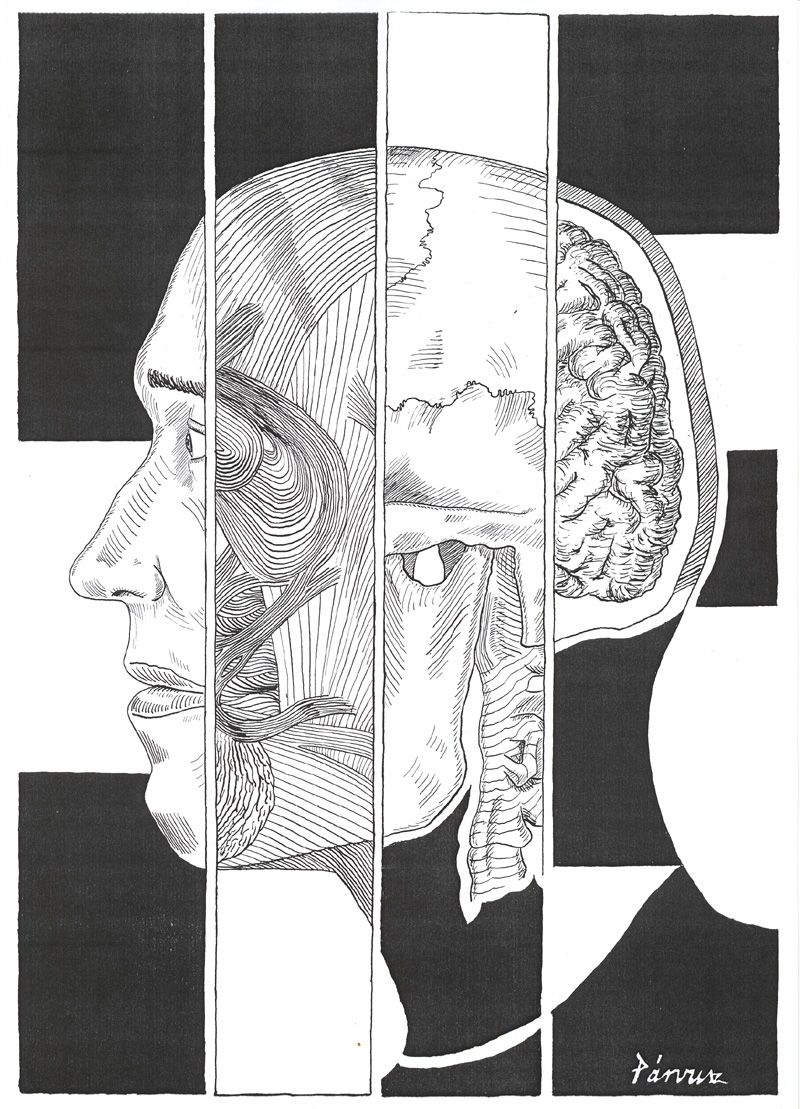
Anatomia w czterech kawałkach
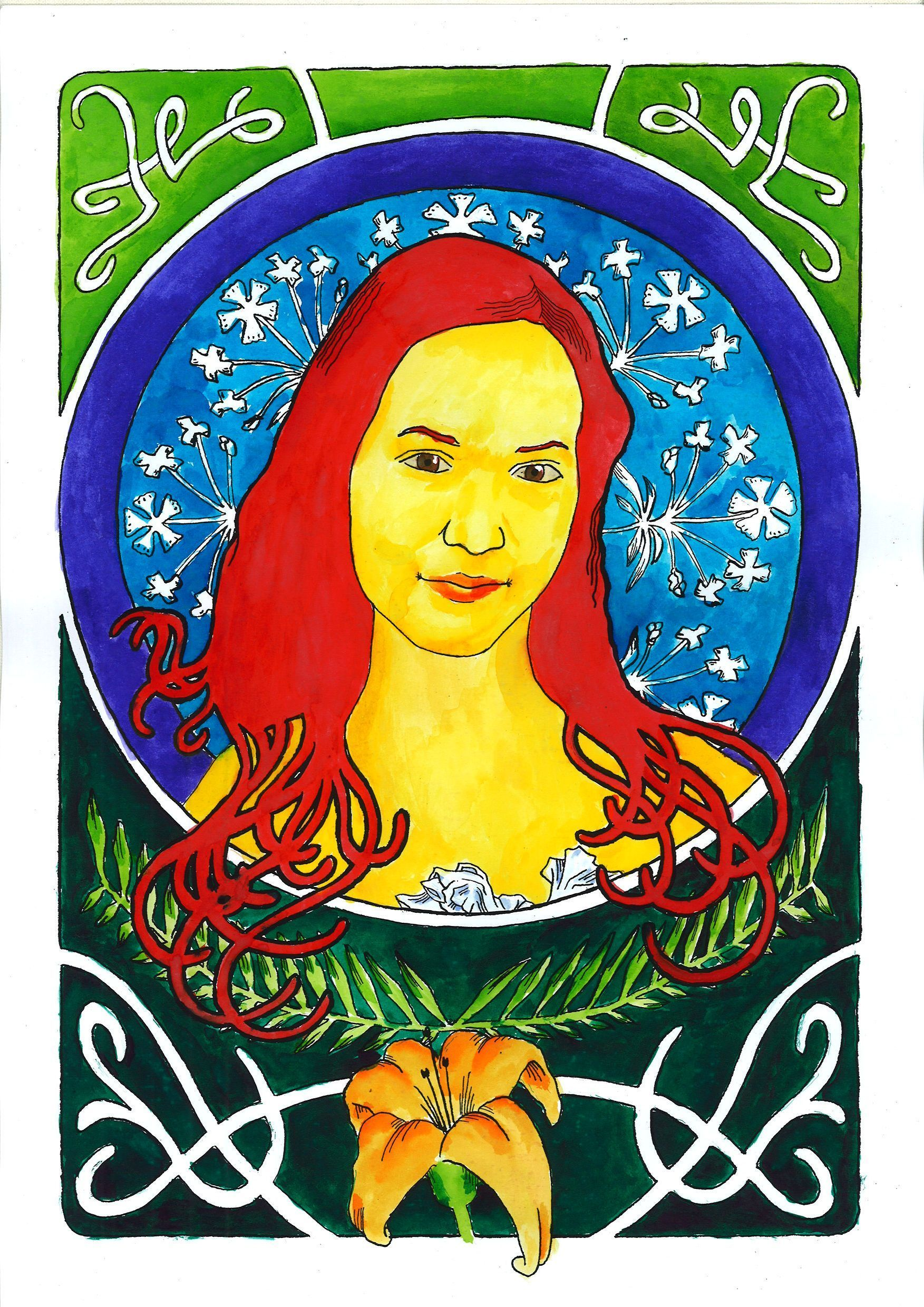
Marta w stylu Muchy
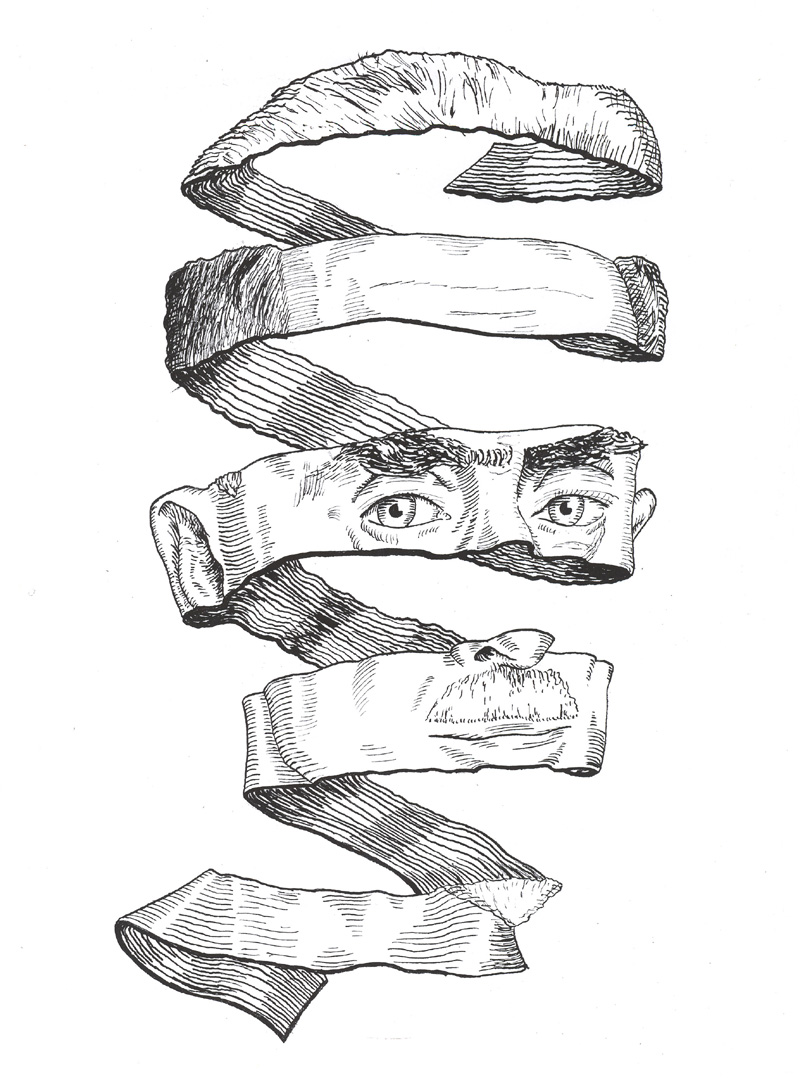
M. C. Escher we własnym stylu
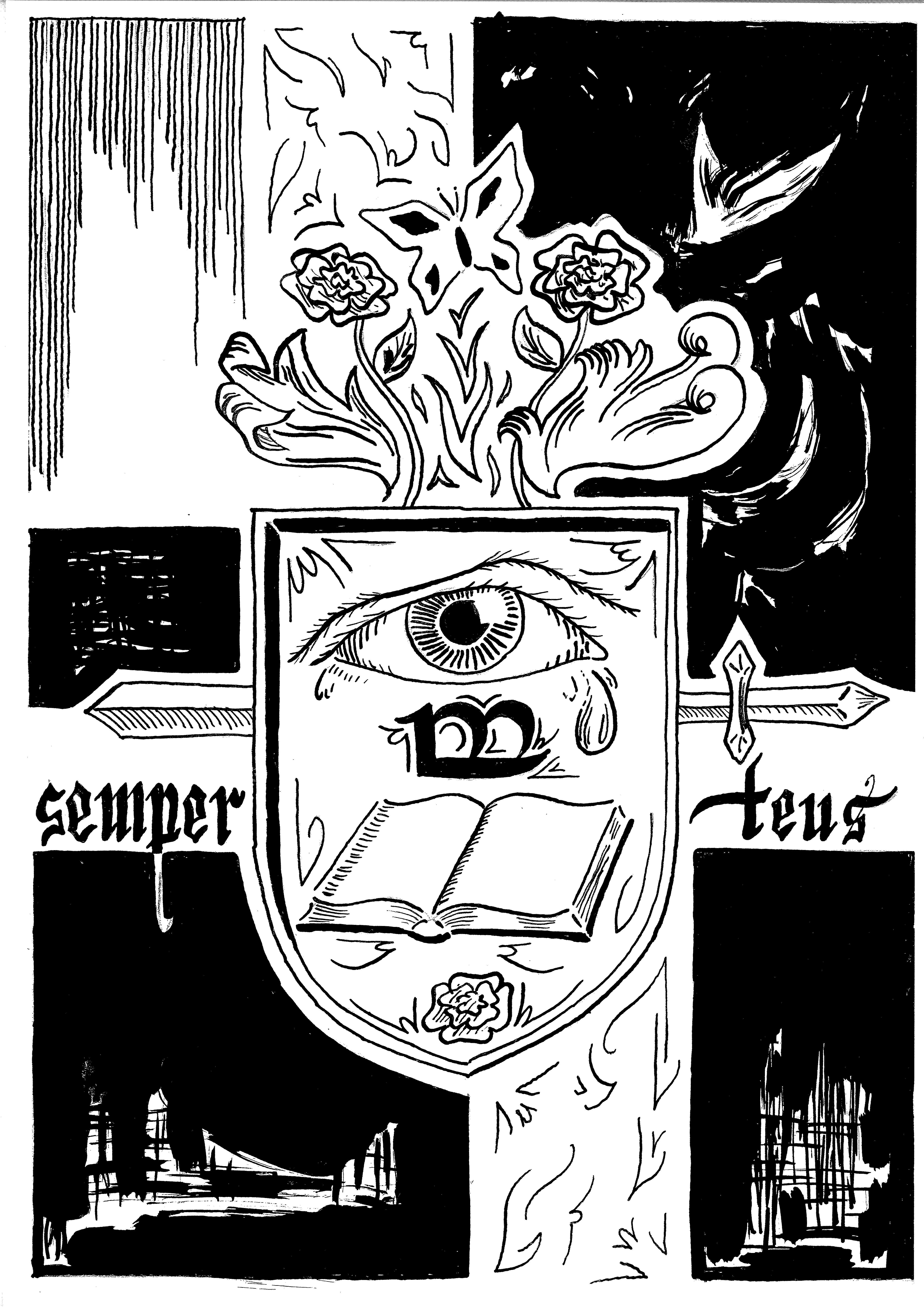
Herb Marty
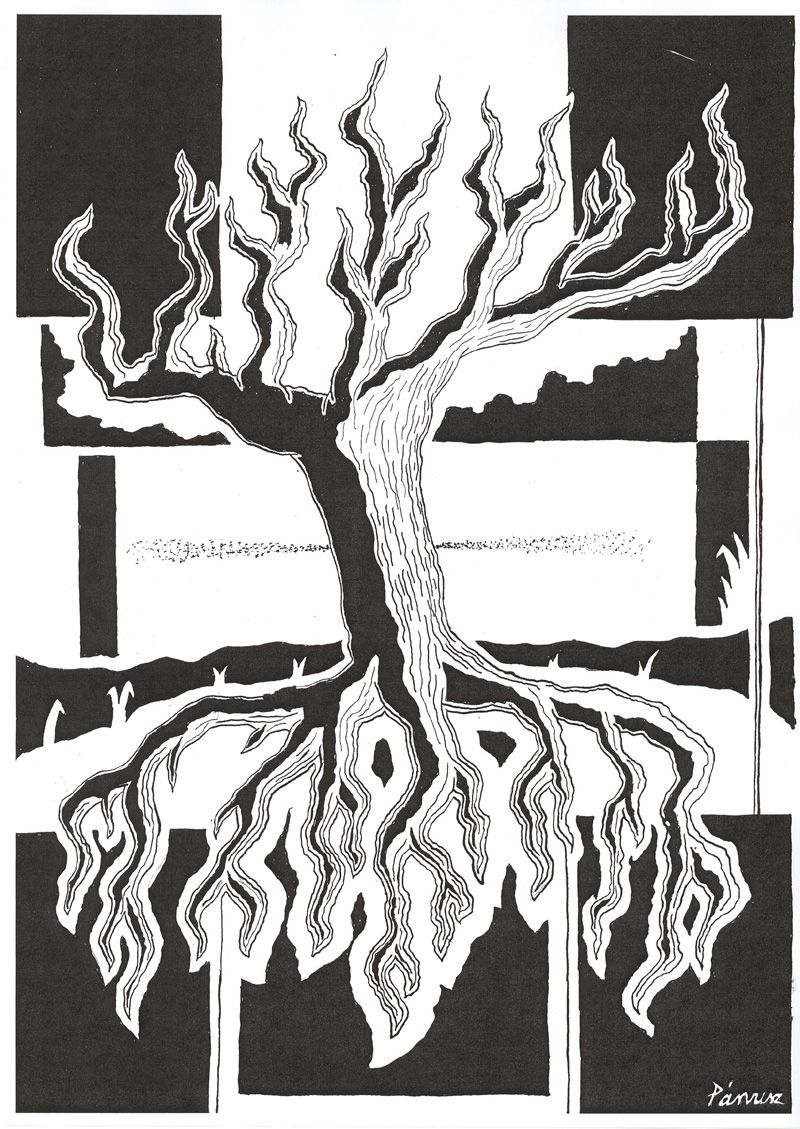
Korzeń drzewa
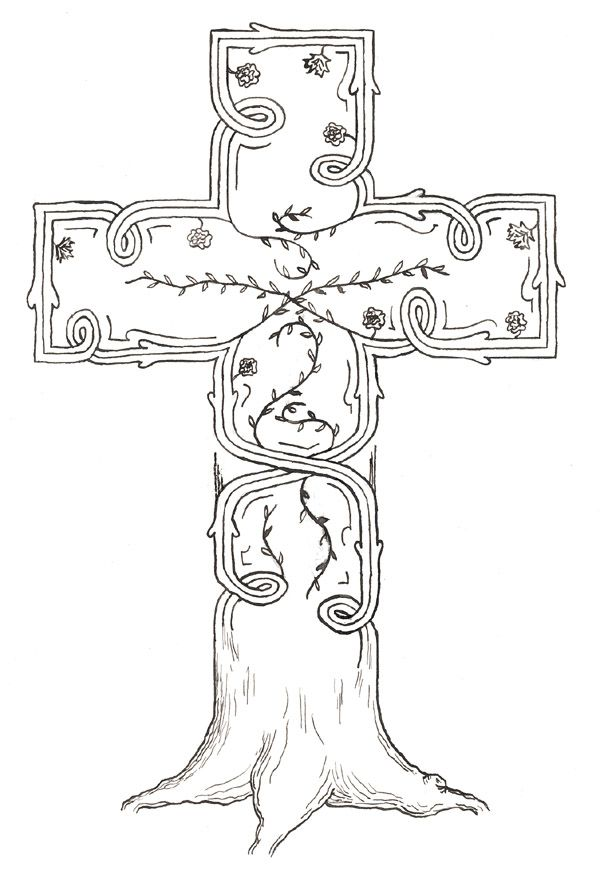
Krzyż numer 1
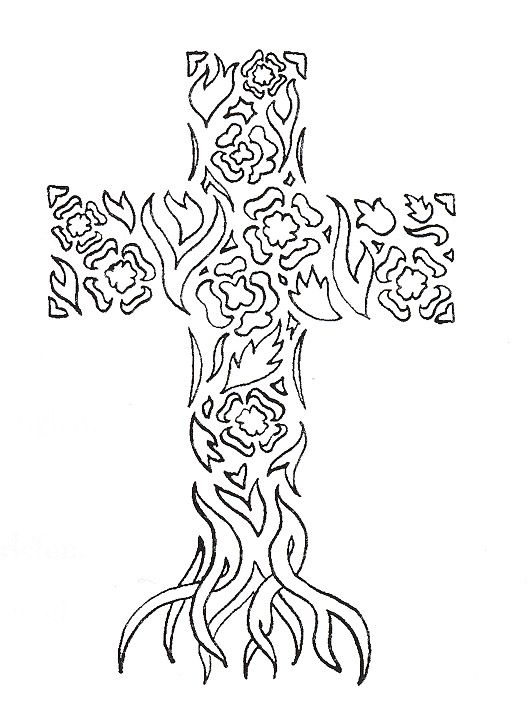
Krzyż numer 2
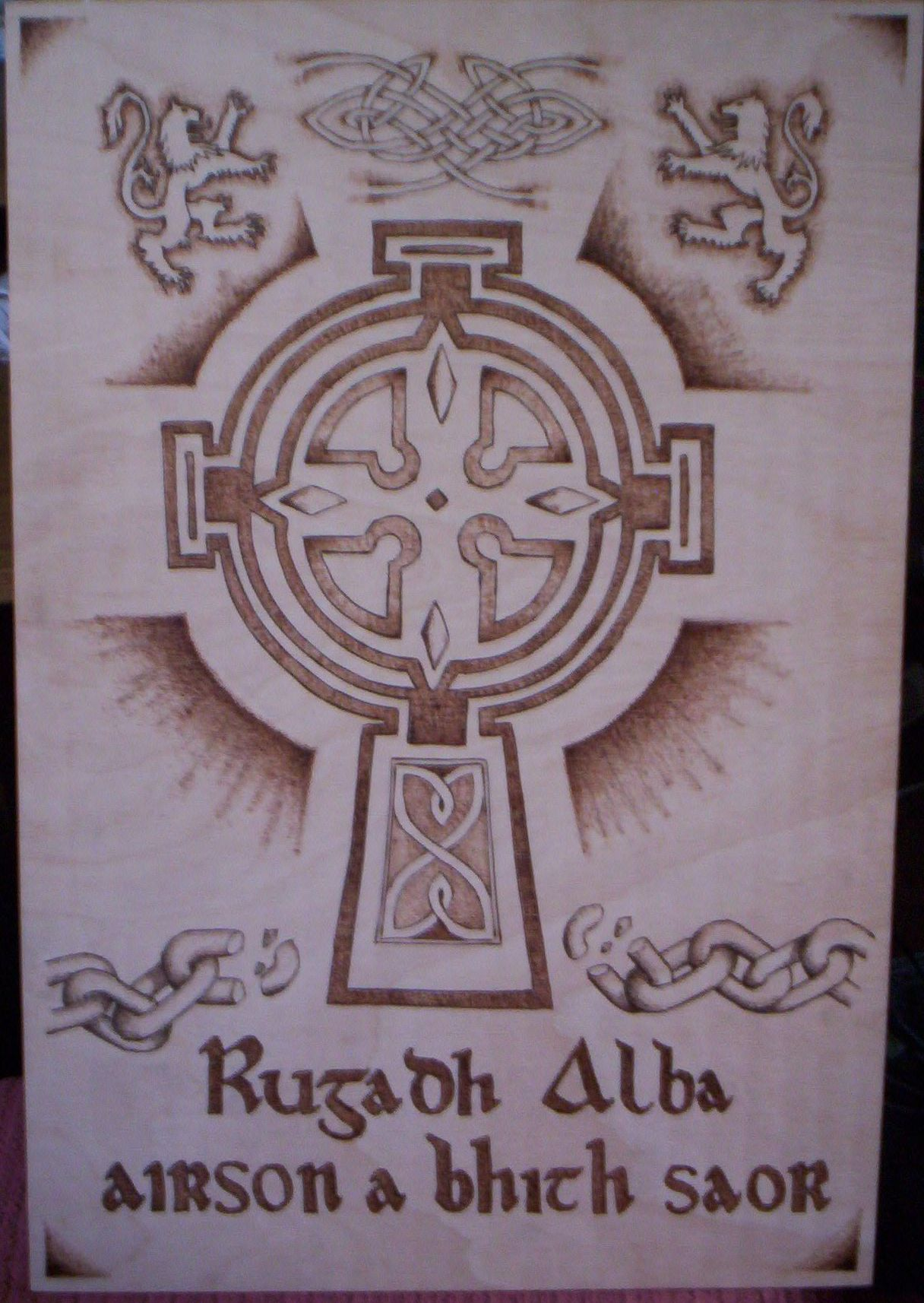
Celtycki krzyż
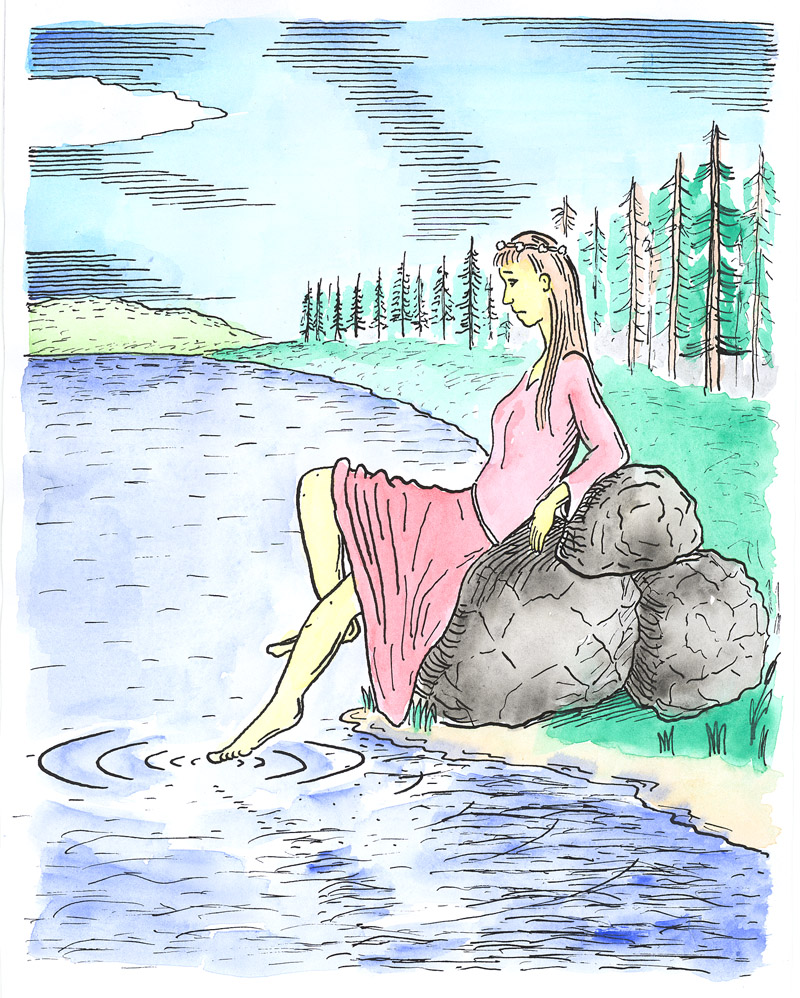
Aino z Kalevali